# Göttingen Academy of Sciences

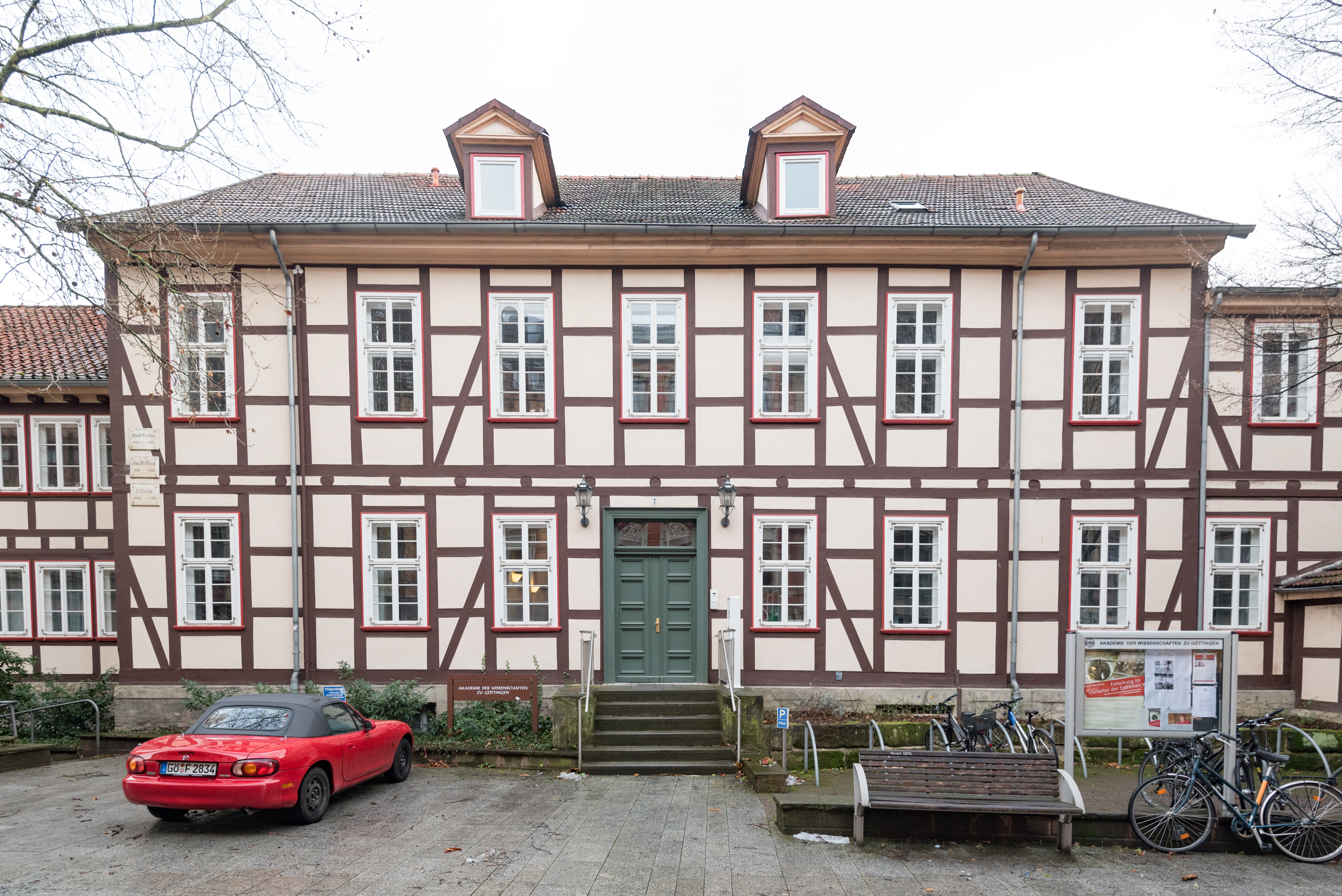
Akademie der Wissenschaften

De Göttingen Academie van Wetenschappen (naam sinds 2023: Duits: Niedersächsische Akademie der Wissenschaften zu Göttingen) is de oudste continu bestaande instelling van de acht wetenschappelijke academies in Duitsland, die verenigd zijn onder de paraplu van de Unie van Duitse Academies van Wetenschappen en Geesteswetenschappen. Het heeft de taak onderzoek onder eigen auspiciën en in samenwerking met academici in en buiten Duitsland te bevorderen. Het bevindt zicht in de universiteitsstad Göttingen. De vergaderruimte bevindt zich in het auditorium van de Universiteit van Göttingen.

## Geschiedenis
Het genootschap werd in 1751 opgericht door koning George II van Groot-Brittannië, die tevens keurvorst van het Heilige Roomse Rijk en hertog van Brunswijk-Lüneburg (Huis van Hannover) was, de Duitse staat in waar Göttingen lag. De eerste president was de Zwitserse natuurhistoricus en dichter Albrecht von Haller. In 1939 werd het omgedoopt tot "Akademie der Wissenschaften zu Göttingen". Van de geleerde genootschappen in de Bondsrepubliek Duitsland is de academie van Göttingen de op een na oudste, na de in Halle gevestigde Leopoldina (1652).

## Organisatie
De Academie is een Körperschaft des öffentlichen Rechts en heeft de taak om academisch onderzoek te dienen in haar eigen werk en in samenwerking met onderzoekers en instellingen binnen en buiten Duitsland. De leden zijn verdeeld in twee klassen, de wiskundig-fysische klasse en de filologisch-historische klasse. Er zijn maximaal veertig lokale leden (dat wil zeggen leden uit Noord-Duitsland) in elke klasse en maximaal honderd corresponderende leden, gekozen uit de rest van Duitsland en buiten het land.
Het overzichts- en literatuurtijdschrift Göttingische Gelehrte Anzeigen wordt sinds 1753 door de Academie uitgegeven en is het oudste nog gepubliceerde wetenschappelijke tijdschrift in het Duitstalige gebied. De Academie behoort tot de Unie van de Duitse Academies van Wetenschappen en Geesteswetenschappen.

## Leden
- Heinrich Friedrich von Diez
- Carl Friedrich Gauß
- Johann Wolfgang von Goethe
- Jacob Grimm
- Wilhelm Grimm
- Stefan Hell
- Werner Heisenberg
- Alexander von Humboldt
- Wilhelm von Humboldt
- Georg Christoph Lichtenberg
- Erwin Neher
- Bert Sakmann
- Paul Gerhard Schmidt